# بخش بارابوله
بارابوله یا بارابول یک بخش است که در استان سُوم در شمال غربی بورکینا فاسو قرار دارد. مرکز این بخش شهر بارابوله است.